# Hoại tử

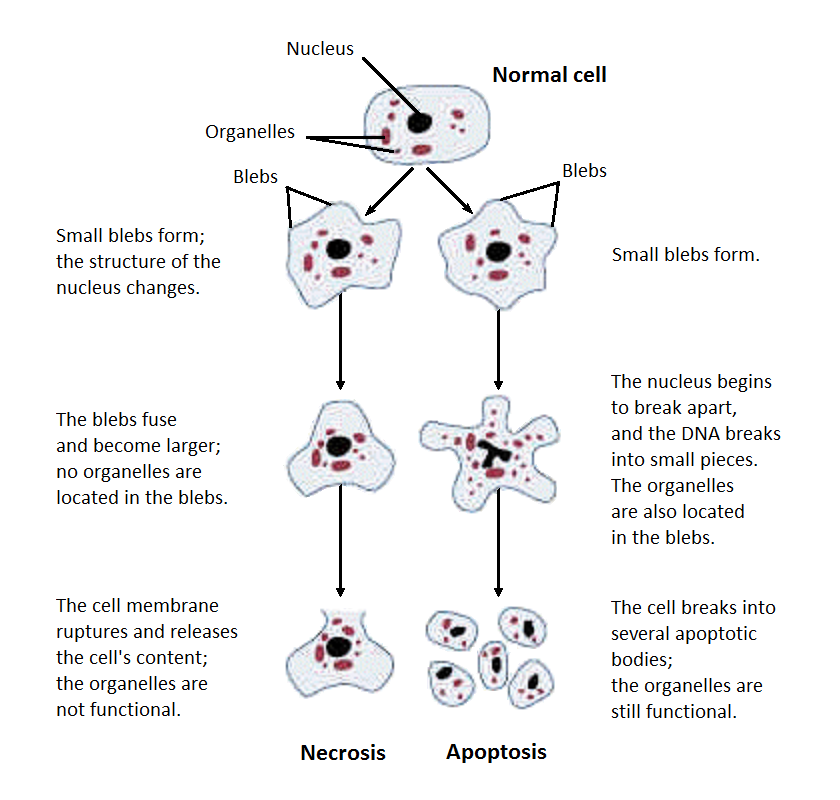
Quá trình thay đổi cấu trúc của tế bào trong giai đoạn hoại tử và chết rụng tế bào

Hoại tử (tiếng Anh: necrosis, từ tiếng Hy Lạp: νέκρωσις) là hiện tượng các mô tế bào chết đi.
Hoại tử có thể xuất hiện do những tác động từ bên ngoài như bị nhiễm trùng, chấn thương, nhiễm độc, từ đó làm cho quá trình hoạt động của tế bào mất ổn định, gây chết tế bào.